# José David Carracedo
José David Carracedo Verde, né le 20 avril 1970, est un homme politique espagnol membre de Podemos.
Il est élu député de la circonscription de Biscaye lors des élections générales de décembre 2015.

## Biographie

### Vie privée
Il est père de deux enfants.

### Études
Il réalise ses études supérieures à l'université complutense de Madrid où il obtient une licence en sociologie en 1998.

### Activités politiques
Secrétaire politique de la direction exécutive de Podemos Euskadi, il travaille comme assistant du groupe Podemos aux Juntes générales de Guipuscoa entre juillet et décembre 2015.
Il est investi en troisième position sur la liste présentée par le parti dans la circonscription de Biscaye et conduite par Eduardo Maura à l'occasion des élections générales de décembre 2015 mais n'est pas élu au Congrès des députés. Une perte de voix du Parti nationaliste basque (PNV) conjuguée à un gain de près de 8 000 voix pour Podemos lui permet d'être élu député lors des élections législatives anticipées de juin 2016. Membre de la commission de l'Égalité et de la commission des Droits de l'enfance et de l'adolescence, il est choisi comme deuxième secrétaire de la commission de la Sécurité routière et des Déplacements durables. Il est également membre de la délégation espagnoles à l'assemblée parlementaire de l'Organisation pour la sécurité et la coopération en Europe (OSCE).